# Hermann Keussen der Ältere
Hermann Keussen (* 1829; † 10. Dezember 1894 in Krefeld) war ein deutscher Lehrer und Landeshistoriker des Niederrheins.

1864 wurde er Lehrer an der Höheren Bürgerschule in Krefeld. In Krefeld wurde er Kreisschulinspektor und erhielt 1893 den Titel Stadtschulrat. Bekannt wurde er vor allem durch seine Veröffentlichungen zur Geschichte des Niederrheins.
In Krefeld erinnerte bis 2009 die katholische Grundschule Hermann-Keussen-Schule an den Schulrat.
Seine Söhne waren der Kölner Stadtarchivar Hermann Keussen (1862–1943) und der altkatholische Theologe Rudolf Keussen (1877–1944).

## Veröffentlichungen  (Auswahl)
- Geschichte der Stadt und Herrlichkeit Crefeld mit steter Bezugnahme auf die Geschichte der Grafschaft Moers. Krefeld 1865.
- Das adelige Frauenkloster Meer bei Neuss. Zur Erinnerung an die vor 700 Jahren vollzogene Stiftung dieses Klosters. Krefeld 1866.
- Die Katholische Gemeinde in Crefeld von der Zeit ihrer Entstehung bis zur Trennung derselben in drei Pfarreien, eine Festschrift. Krefeld 1867.
- Jahresbericht des Handwerker- und Bildungsvereins zu Crefeld über das Vereinsjahr 1873/1874. Krefeld 1874.